# 酚甲烷
双酚A（Bisphenol A，缩写为BPA），又称酚甲烷。一种化工原料，是已知的内分泌干扰素（环境荷尔蒙）。它是一种有机化合物，具有两个酚官能团。双酚A被用于合成聚碳酸酯塑料和环氧树脂等。
20世纪30年代中期人们就发现了双酚A可以发挥雌激素的作用，它在各个领域应用的争论也就此开始。到2008年，一些政府开始对它在消费领域的安全性提出正式的质疑，并陆续采取措施让相关产品下架。2010年，美國食品藥品監督管理局依据在多胎儿、婴儿和幼儿中收集到的数据资料提出进一步的担忧；当年9月，加拿大成为首个将之列为有毒物质的国家。在欧盟和加拿大，双酚A被禁止用于生产婴儿奶瓶。2012年9月24日，美國華盛頓州立大學等機構刊登其研究，公布其在獼猴進行的實驗結果，證實雙酚A會影響獼猴雌性後代的生殖系統，導致卵子染色體異常。

## 生产
20世纪80年代，这种化合物在全世界的产量超过了一百万吨，而2009年全世界更是出产了超过二百二十万吨双酚A。2003年，美国对双酚A的总消耗为 856,000 吨，其中的 72% 被用于生产聚碳酸酯塑料， 21% 被用于生产环氧树脂。在美国，双酚A应用于与食品接触的领域的比例少于 5% 。
双酚A在1891年被俄罗斯化学家Alexander Dianin首次合成。合成这种化合物时，可以采用丙酮与两当量的苯酚缩合（丙酮的英文单词为 acetone ，首字母为A，也就是“双酚A”名字中“A”的来源）。这个反应需要无机强酸，比如盐酸（HCl），或者聚苯乙烯磺酸钠的催化。工业生产中，通常会在投料时加入过量的苯酚以保证丙酮被充分反应，而异丙苯法得到的粗产品（丙酮与苯酚的混合物）也常被直接用作原料：
很多种类的酮也可以发生类似的缩合反应。无论是来自于树脂生产中副产品的超真空提纯还是从溶液中提取，商品双酚A需要进一步蒸馏提纯。

## 用途
双酚A的基本用途是生产各种塑料，这样的商品早在1957年就已经广泛出现在商业领域。制造业每年至少要使用80亿磅的双酚A。它是生产环氧树脂的关键单体，更是聚碳酸酯塑料最常用的原料。生产聚碳酸酯的总反应可以写成：
聚碳酸酯塑料是一种透明且不易碎的材料，常被用于生产各种水瓶（包括婴儿用的奶瓶）、运动装备、医疗器械、牙充填的材料、密封剂、眼镜镜片、CD与DVD和家用电器外壳。双酚A也被常用于合成聚砜和聚醚、在塑化剂中作抗氧化剂、在PVC的生产中作阻聚剂。其中环氧树脂几乎被用于所有食品与罐装饮料包装的内层涂料。然而，处于对人体健康的考虑，在日本，环氧树脂几乎完全被PET替代。双酚A也是合成阻燃剂四溴双酚A的前体。以前它也曾被用于杀菌。生产无碳复写纸和感热纸时，双酚A可以作为显色剂以实现复写或对热源产生反应，前者被广泛应用在销售时点情报系统的收據上。另外，双酚A也是输水管道的内层涂料。
由於酚甲烷是一種脂溶性的有機化合物，當高脂肪含量的食物用塑膠容器盛載，有可能會令塑膠內的酚甲烷釋出。紐西蘭就曾因為市面上的椰漿含有較一般食物為高的酚甲烷含量而在2005年展開調查，結果發現酚甲烷是來自椰漿包裝內層的塑膠膜。透過減少塑膠膜的酚甲烷，其後的調查發現椰漿的酚甲烷水平下降到安全標準以下。

### 塑料中的标识

一些3号塑料在生产过程中可能接触过双酚A

一些7号塑料在生产过程中可能接触过双酚A

一般来讲，塑胶分类标志为1、2、4、5、6的塑胶不太可能在生产中与双酚A接触，而有一些（不是全部）塑胶分类标志为3或7的塑料生产中可能接触到了双酚A。
塑胶材料制品上往往可以看到循环再造标志和塑胶分类标志，标志中央印有包括1至7七个阿拉伯数字中的一个。其中的“7”代表所有的“其它塑料”，包括聚碳酸酯（有时会在循环再造标志附近注明“PC”字样）和环氧树脂，它们的生产原料都是双酚A。
3号（PVC）和一些7号塑料同样可能含有双酚A，因为在生产软质PVC的过程中，双酚A会作为抗氧化剂被添加到塑化剂中。